# Martil
Martil (em árabe: العربية; em castelhano: Río Martín) é uma cidade e comuna urbana (município) da costa mediterrânica do norte de Marrocos, situada na foz do rio homónimo. que faz parte da região de Tânger-Tetuão e da prefeitura de M'diq-Fnideq. Em 2004 tinha 39 011 habitantes e estimava-se que em 2010 tivesse 43 165.
A cidade fez parte do Protetorado Espanhol de Marrocos e atualmente é uma estância balnear popular, situada 10 km a norte de Tetuão.

## História
O rio Martil era navegável na Antiguidade até à colónia romana de Tamuda, situada em frente à atual cidade de Tetuão. Posteriormente, e até ao século XVIII, Martil foi o principal porto mediterrânico de Marrocos e base de corsários e de comércio com diversos portos estrangeiros. A atividade dos corsários levou o rei Henrique III de Castela a mandar construir uma esquadra para que destruiu o porto e a Tetuão ni século XV. Martil entrou em decadência com o crescimento do porto de Tânger, tornando-se um porto essencialmente pesqueiro.
Em 1860, tropas espanholas tomam o chamado Forte Martil, uma construção defensiva que protegia a entrada do rio, numa ação prévia da tomada de Tetuão. Durante o protetorado espanhol, estabeleceu-se em Martil uma guarnição militar permanente em 1912, em volta da qual cresceu uma localidade de recreio para os habitantes de Tetuão, sobretudo para os colonos e militares espanhóis. Em 1913 foi inaugurada a linha férrea Martil-Tetuão, na qual circulavam diariamente seis comboios, que transportavam passageiros e mercadorias, nomeadamente peixe. Em 1914 projeta-se a cidade moderna, com um traçado em quadrícula, uma mesquita principal e uma igreja. Posteriormente é construída uma grande praça circular e vários chalés de veraneio e o porto é melhorado.
Em 1935 Martil é dotada de uma junta municipal própria, dependente do ayuntamiento de Tetuão. Nos anos 1940, a povoação cresce, seguindo a linha da praia, construindo-se novas casas, um passeio marítimo, um centro comercial e instalações de recreio. Em 1946 é construída a Igreja da Imaculada Conceição, de estilo barroco latino-americano, que atualmente está transformada numa biblioteca universitária.
Após a independência de Marrocos em 1956, Martil mantém o seu carácter de local de recreio para os habitantes de Tetuão, especializando-se no turismo marroquino de classe média, o que levou ao aumento da construção de chalés, instalações de praia, hotéis, parques de campismo, etc. A cidade cresceu rapidamente e tornou-se uma cidade universitária com a construção nas proximidades da faculdade de Letras e Ciências Humanas da Universidade Abdelmalek Essaadi, a que se junta a faculdade de Direito no início do século XXI.
Na estrada que liga Martil a Tetuão foi instalada uma zona industrial dedicado fundamentalmente à indústria de pesca e à cerâmica. Na mesma estrada encontra-se igualmente o pequeno Aeroporto de Tetuão-Sania R'mel (IATA: TTU, ICAO: GMTN).